# Domini d'Aiglemont
El Domini d'Aiglemont és una propietat a Gouvieux a la regió Picardia de França que funciona com a secretariat i residència del xa Aga Khan IV. És seu de l'Aga Khan Development Network, una de les agències d'inversió internacionals més grans del món.